# Aware
Aware is de naam van een alarmeringssysteem dat in Nederland gebruikt wordt ter bestrijding van huiselijk geweld. De naam van het systeem is een afkorting voor Abused Women's Active Response Emergency. Het systeem wordt vooral gebruikt om vrouwen te beschermen tegen dreigend geweld van (ex-)partners. Vrouwen die bedreigd worden door (ex-)partners kunnen deelnemen aan dit systeem. Ze krijgen dan een speciaal apparaat (een aware-kastje) waarmee ze met een enkele druk op de knop de politie waarschuwen. De politie krijgt dan een alarmmelding waarbij alle belangrijke gegevens gegevens, zoals de NAW-gegevens van de bedreigde persoon, de bedreiger en achtergronden direct bekend zijn. De politie handelt een dergelijke aware-melding met hoge prioriteit af volgens een vast protocol en gaat direct naar de locatie van de bedreigde persoon. Dit kan ofwel het huisadres van de bedreigde persoon zijn of de locatie van het 'aware-kastje' dat in de alarmmelding is meegestuurd middels een ingebouwde gps-ontvanger.
Ervaringen met het systeem zijn over het algemeen positief, maar het systeem is niet in alle gemeenten in Nederland beschikbaar. Volgens een onderzoek van de NOS is het systeem in 40% van de Nederlandse gemeentes niet beschikbaar. De Raad van Hoofdcommissarissen pleit voor landelijke invoering, maar elke gemeente is zelf verantwoordelijk voor uitvoering van de politietaken.
Tijdens het Vragenuurtje van de Tweede Kamer van 14 september 2010 heeft de Tweede Kamer vragen gesteld aan de regering over de beschikbaarheid en de mogelijkheden van de regering om de gemeentes te dwingen het systeem landelijk in te voeren.
Sinds 2020 is Aware landelijk beschikbaar. Bij ernstige stalking en (ex-) partnergeweld wordt Aware ingezet als noodknop waarmee met een simpele druk de melding en de locatie worden verstuurd naar een particuliere alarmcentrale. Die openen een meeluisterverbinding met de alarmknop en zetten de melding door naar de juiste politiemeldkamer. 
Sinds 2017 bestaat er in Nederland een strikte certificatie voor mobiele alarmering waarmee de betrouwbaarheid van het systeem, de procedure en de leverancier bewaakt wordt. Deze richtlijn 'Mobiele beveiliging van personen' heeft mede als doel om de kwaliteit deze vorm van potentieel levensreddende alarmering hoog te houden.